# Вестфален, Энгель Кристина
Энгель Кристина Вестфален (нем. Engel Christine Westphalen; 8 декабря 1758, Гамбург — 10 мая 1840, Гамбург, Германский союз) — немецкая писательница, поэтесса и благотворитель, стихотворные произведения которой надолго пережили автора.

## Биография
Энгель Кристина Вестфален родилась 8 декабря 1758 года в городе Гамбурге и стала десятой из одиннадцати детей богатого торговца Якоба фон Акса и Катарины Марии, урождённой Альберс. Она получила хорошее воспитание и образование от родителей и уже в раннем возрасте увлеклась иностранными языками, искусством, наукой и начала писать стихи. Прежде всего её поддерживал духовник её матери Кристоф Кристиан Штурм.
4 августа 1785 года она вышла замуж за купца, а затем за сенатора Иоганна Эрнста Фридриха Вестфалена. Во втором браке родилось пятеро детей, из которых выжили только трое: сын и две дочери.
В последующие годы её дом стал центром внимания самых важных личностей Гамбурга его часто посещали Герхард Антон Грамберг, Герхард Антон фон Халем, Иоганн Георг Бюш, Иоганн Генрих Вильгельм Тишбейн (художник написавший её портрет) и Иоганн Готфрид Гурлитт. Во время Великой французской революции он также был местом сбора французских беженцев-аристократов бежавших от массового террора. Луи-Филипп Орлеанский, который позже стал королем Франции, посещал её дом, а также Шарль Франсуа Дюмурье и наследный принц Оскар Бернадот. Её успешная революционная драма о Шарлотте Корде, убийце Жана Поля Марата, возможно, была вдохновлена её близкими контактами с французами.
Энгель Кристин Вестфален опубликовала свои первые стихи под псевдонимом «Анжелика» в журнале Халема «Ирен». Более поздние работы, а также две её драмы «Шарлотта Корде» и «Петрарка» были изданы анонимно, и только с в 1809 года она начала публиковаться под своим собственным именем.
В 1812 году, в разгар Наполеоновских войн, она отправилась в путешествие по Германии и Швейцарии с мужем и младшей дочерью. Она лично познакомилась с Иоганном Иоахимом Эшенбургом, Кристофом Мартином Виландом, Самуэлем Томасом фон Зёммерринг, Йозефом фон Бехтольшейм, Йоганной Шопенгауэр и Каролиной Пихлер, с которыми она вела переписку.
В сборнике стихов «Gesänge der Zeit» Вестфален описала ужасные разрушения в её собственной стране после её возвращения из Швейцарии.
10 октября 1815 года Энгель Кристина Вестфален за свою благотворительную деятельность получила золотую памятную монету города Гамбурга, посвященную гражданской добродетели. На протяжении всей жизни она поддерживала различные благотворительные фонды. Гонорар за свою работу «Gesänge der Zeit» в размере 580 талеров были переданы писательницей в женскую ассоциацию.
Энгель Кристина Вестфален скончалась 10 мая 1840 года в родном городе.